# لوبياء أحادية الأوراق
لوبياء أحادية الأوراق (الاسم العلمي:Vigna monophylla) هو نوع من النباتات يتبع جنس اللوبياء من الفصيلة البقولية.